# Kefir

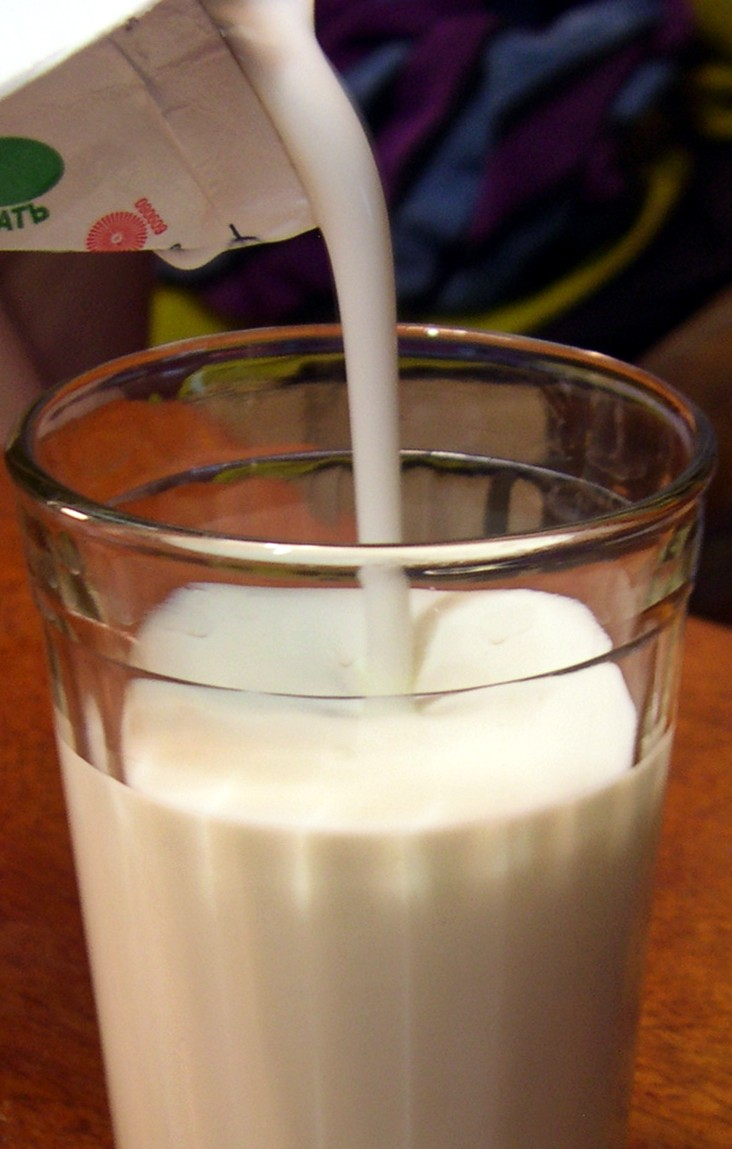
Kefir

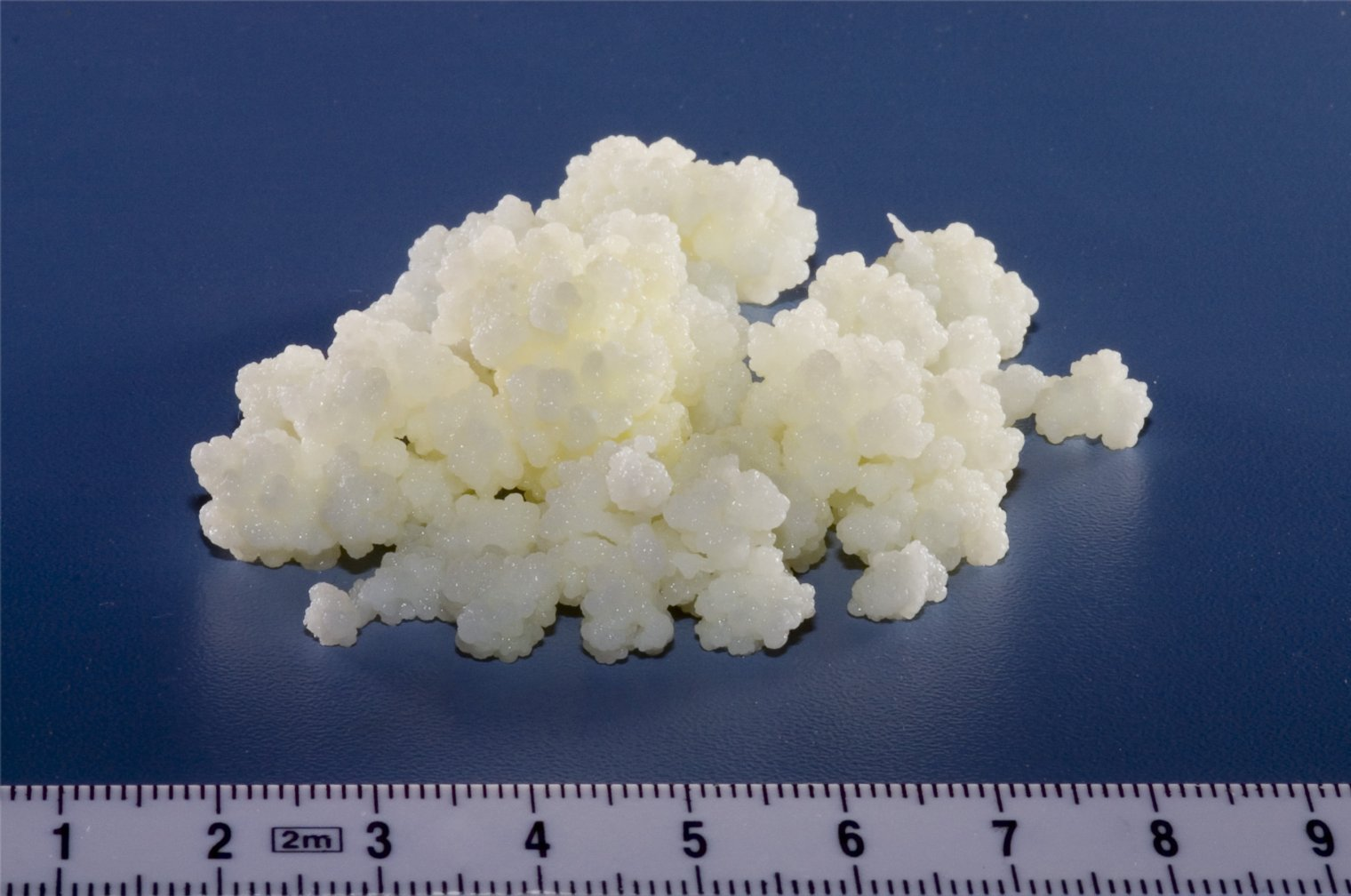
Kefirkorrels

Kefir is een dik vloeibare, koolzuurhoudende en licht alcoholische melkdrank, die oorspronkelijk vermoedelijk afkomstig is uit de Kaukasus. Een vergelijkbare cultuur genaamd tara is afkomstig uit Tibet.
Het wordt gemaakt met een mengsel van verschillende melkzuurbacteriën en gisten. De lichtzure en frisse smaak lijkt op die van drinkyoghurt.
De micro-organismen vormen tezamen met eiwitten en polysachariden gummiachtige, tussen 1 en 10 cm grote korrels. Deze groeien in de vorm van een bloemkool en bij kamertemperatuur worden ze in ongeveer 14 dagen dubbel zo groot. Vanwege dit "groeien" worden ze, al zijn ze niet plantaardig, ook wel kefir- of yoghurtplanten genoemd. Overgebleven kefirkorrels kunnen gedroogd of ingevroren bewaard worden, maar mogen niet met metaal in aanraking komen omdat dit de kefir aantast en de werking ervan achteruit gaat.
De kefirkorrels worden toegevoegd aan koe-, geiten-, schapen- of eventueel sojamelk, waardoor fermentatie optreedt. De optimale fermentatietemperatuur is 10°C tot 25 °C. De fermentatie duurt 2 à 4 dagen, afhankelijk van de temperatuur, hoeveelheid en de sterkte van de bacterieculturen. Bij hogere temperaturen zal de fermentatie sneller gaan. Het alcoholgehalte kan afhankelijk van de fermentatieduur 0,2 tot 2 procent bedragen. Het vet- en eiwitgehalte is afhankelijk van de gebruikte melk. De smaak van op deze wijze geproduceerde kefir varieert van seizoen tot seizoen, omdat de microflora zich aan de omgeving aanpast. De smaak varieert ook per regio en per land.
Voor fabrieksmatig geproduceerde kefir, de zogenaamde milde kefir, worden geen kefirkorrels gebruikt, maar een nauwkeurig samengesteld mengsel van verschillende bacteriën en gisten. Hierdoor kan de smaak constant gehouden worden. Deze Kefir wordt als "Kefir, mild" verkocht en bevat nauwelijks alcohol en koolzuur maar bevat nog wel 3-4 gewichtsprocent lactose. Daardoor is hij niet geschikt voor mensen met een lactose-intolerantie. 
In een uitzending van de Keuringsdienst van Waarde bleek dat bijna alle fabrieksmatig geproduceerde kefirs geen gist bevatten en zelfs geen kefircultuur. Omdat de naam kefir niet beschermd is kan deze naam toch gebruikt worden.
Daarnaast bestaat er nog waterkefir, een drank op basis van vergisting van in water opgeloste suiker. Door toevoeging van fruit en het ontstane koolzuur lijkt deze drank op een soort frisdrank.

## Inhoudsstoffen van kefir
- Micro-organismen: melkzuurbacteriën, gisten
- Gistingsproducten: koolzuur, alcohol
- Voedingsstoffen: eiwit, polysacharide
- Vitaminen: A, B1, B2, B3, B6, B9 (B11), B12, D
- Mineralen: calcium, ijzer, jodium
- Water

Hoewel bij de fermentatie de lactose (melksuiker) grotendeels in melkzuur wordt omgezet, is kefir niet geschikt voor mensen die een lactose-intolerantie hebben, omdat zo'n 20 tot 50% van de lactose in de kefir nog steeds aanwezig is. Een alternatief is waterkefir of kefir bereid met sojamelk.